# 阿方索五世 (阿拉贡)
（宽宏的）阿方索五世（西班牙语：Alfonso V el Magnánimo，1396年~1458年6月27日）阿拉贡和西西里国王（1416年~1458年在位），那不勒斯国王（称阿方索一世，1442年起）。他是第一个同时统治西西里和那不勒斯的西班牙君主。在获得那不勒斯王位后，他也被称为两西西里国王，是早期文藝復興時期最偉大的人物之一。
阿方索五世为亞拉岡國王費爾南多一世之子，母亲为卡斯蒂利亚公主莱昂诺·乌拉尔卡。由于在继承王位之后，阿方索五世当众销毁了一份写有反对他即位的阿拉贡贵族的名单，他得到了“宽宏的阿方索”这个称号。
因为觊觎意大利的领地，阿方索五世于1420年入侵科西嘉。但在接到那不勒斯女王乔万娜二世的求援请求后，他随即挥师进军那不勒斯。
乔万娜二世的国家接连受到法国的安茹公爵路易二世及其子路易三世的进攻，又面临着雇佣军的不忠诚。在这种情况下她以让阿方索成为其继承人为条件向阿方索五世求助。阿方索五世愉快地接受了邀请，并于1420年成为乔万娜二世的养子；但是在那不勒斯的危险暂时解除之后，女王突然又转变了心意，原来的敌人安茹的路易三世开始受宠。路易于1423年被女王收养而成为那不勒斯王位继承人，但却在1434先于女王去世；其弟安茹的勒内继承了哥哥的权利並得到女王的認可。1435年乔万娜二世去世。阿方索五世和勒内都宣称有权获得那不勒斯王位，从而引发了一场长期的战争。
在战争中，教皇和意大利主要城邦热那亚都宣布支持勒内，这使得阿方索五世举步维艰。尤其在1435年的海战中阿方索本人被俘。热那亚人将他交给米兰公爵菲利波·玛丽亚·维斯康提。出人意料的是，维斯康提释放了阿方索并与之结盟。在公爵的协助下，阿方索五世打了许多胜仗，並賄賂了攻入那不勒斯的教皇國將領，使其率兵離去；他最终于1442年攻陷那不勒斯，迫使安茹的勒内放弃了王位。1446年他又征服了薩丁島。
阿方索五世将整个阿拉贡宫廷都搬到了那不勒斯，并在那里定居，阿拉貢本土則由弟弟胡安二世攝政。他招揽了许多文人、学者和画家，其中很多是1453年君士坦丁堡的陷落后的避难者。阿方索五世在那不勒斯建立統一的行政管理，雖然主要的官員都是阿拉貢籍，他被认为是西班牙在意大利牢固势力的奠基人。他在那不勒斯鋪設道路並修水道排空沼澤、增加田地，又改革財政，靠佛羅倫斯資本擴大貿易。他除了壓榨猶太人的荷包之外（威脅若不交稅則強迫受洗為基督徒），還推行重稅並嚴厲徵收，但稅款大多取自富裕的商人並對窮人減稅、幫助貧民，使人民認為他是一個好國王；他的親民作風很受歡迎，走在群眾與大街中都不帶武器，不加防備更毫無恐懼。對立的安茹派貴族被他無情鎮壓，安茹的勒內的領土希望被徹底斷絕。1458年6月阿方索五世過世，死前正計畫遠征熱那亞，好將法國人扶持的安茹勢力趕走（同年5月安茹的勒內之子──安茹的約翰被法王派來接收熱那亞）。
他沒有合法的子嗣，死後遂將阿拉貢王國傳給弟弟胡安二世（包含西西里島與薩丁島）；那不勒斯王位則在教宗的認可下，由其私生子斐迪南一世繼承。
| 阿方索五世 (阿拉贡) 特拉斯塔馬拉王朝出生于：1396年逝世於：1458年6月27日 | 阿方索五世 (阿拉贡) 特拉斯塔馬拉王朝出生于：1396年逝世於：1458年6月27日                                        | 阿方索五世 (阿拉贡) 特拉斯塔馬拉王朝出生于：1396年逝世於：1458年6月27日 |
| 統治者頭銜                                                              | 統治者頭銜 | 統治者頭銜                                                              |
| ----------------------------------------------------------------------- | --- | ----------------------------------------------------------------------- |
| 前任者： 斐迪南一世                                                     | 亞拉岡、華倫西亞、馬約卡、 西西里、撒丁尼亞和科西嘉國王、 巴塞隆拿伯爵、魯西永伯爵及色丹尼亞伯爵 1416年–1458年 | 繼任者： 胡安二世                                                       |
| 前任者： 勒內                                                           | 那不勒斯國王 1442年–1458年                                                                                     | 繼任者： 斐迪南一世                                                     |
| 西班牙王族                                                              | |                                                                         |
| 空缺上一位持有相同頭銜者：佩德羅王子                                    | 赫羅納公爵 1414年–1416年                                                                                       | 升格為大公國                                                            |
| 空缺上一位持有相同頭銜者：佩德羅王子                                    | 塞爾韋拉伯爵 1414年–1416年                                                                                     | 繼任者： 維亞納親王卡洛斯                                               |
| 新頭銜                                                                  | 赫羅納親王 1416年                                                                                              | 繼任者： 維亞納親王卡洛斯                                               |